# Drizípara
Drizípara ou Drusípara foi uma cidade e sé titular da Igreja Católica na Trácia. Nada se sabe sobre sua história antiga que, segundo Ptolemeu (III, II, 7) e o Itinerário Antonino estava situada na rota entre Adrianópolis e Bizâncio. Sob o imperador Maximiano, São Alexandre foi martirizado ali. No tempo do imperador Maurício (r. 582–602), o grão-cã avar capturou a cidade, queimando sua igreja e destruindo as relíquias do mártir. Eclesiasticamente, era uma sé episcopal, sufragânea de Heracleia. Nos séculos VIII e IX, tornou-se um arcebispado independente, que deve ter sido suprimido durante as invasões búlgaras. Em duas Notícia dos Episcopados, Mesene aparece como um nome subsequente de Drizípara. Em Mesene, em 1453, morreu a esposa do grão-duque Lucas Notaras.